# Stójków
Stojków is een plaats in het Poolse district  Kłodzki, woiwodschap Neder-Silezië. De plaats maakt deel uit van de gemeente Lądek-Zdrój en telt 199 inwoners.